# Самолёто-пролёт
Самолёто-пролёт — пересечение самолётом неприятельских или дружественных военно-воздушных сил зоны, района или полосы, прикрываемой средствами противовоздушной обороны (ПВО). 
Количество самолёто-пролётов служит оценкой объёма боевой деятельности авиации противника в течение какой-либо операции или за определённый период времени (сутки, месяц и тому подобное)